# 簡定帝
簡定帝（越南语：／?，？—1410年3月5日），名諱陳頠（越南语：／）是越南後陳朝的第一位君主。明軍入越後，他起兵試圖重建陳朝，但最後被明軍俘獲殺死。

## 生平
陳頠系陳藝宗次子，封簡定王。胡季犛篡位後又封他為日南郡王。明入越後他逃到謨渡（今越南寧平省安謨縣），遇到遺臣陳肇基率眾追隨，便於農曆丁亥年十月初二（1407年11月1日）即皇帝位，起兵延續陳氏基業，改年號為興慶。
陳頠開始出師不利，吃了幾次敗仗後逃回乂安。但後來有鄧悉等實力人物加入陣營，勢力漸大。在鄧悉斬殺降明越將范世矜之後，簡定的勢力得以佔據乂安以南的原陳朝領土。戊子年（1408年）臘月陳軍更在逋姑（今越南南定省豐盈縣孝古社）打敗沐晟的四萬明軍，殺明將呂毅，聲勢浩大。
此時簡定欲乘勝進軍昇龍，遭鄧悉反對，陣營內部失和，簡定帝殺了鄧悉和參謀阮景真。鄧悉之子鄧容和阮景真之子阮景異憤然離去，另尋到陳季擴並在支羅縣（今河靜省羅山縣）擁其為重光帝，1409年4月趁簡定帝與明軍相持之際發動襲擊。簡定帝不敵，被俘至乂安並改立為太上皇。但7月起簡定帝仍得到一部份兵力，進軍下洪（今寧平省），與重光帝合力對抗明軍。
同年11月明將張輔在清化擊敗重光帝和阮景異，簡定帝也逃到演州。張輔在當地駐軍追擊陳軍殘餘，農曆十一月戊寅（12月16日） 張輔和沐晟在天關一帶抓獲簡定及隨臣。簡定等人被押送到金陵，永樂八年正月丁酉（1410年3月5日） 皆被處斬。

## 評價
《大越史記全書》：「帝無撥亂才，又棄其輔，自取滅亡，非不幸也」、「帝幸脱險陷之中，求濟國家之難，得悉父子將才，景真父子謀畧，足以興恢復之功，成中興之業。逋姑之捷，國勢復振，乃聽竪子讒間之言，一朝殺二輔臣，自剪其股胘羽翼，事何由濟，故君德貴乎剛明，剛則能斷，明則能察。于時帝召二臣至，引二竪数以讒譛大臣之罪，立斬之，則威令行，而悉等勇益奮、感益深。設有奪權之萌，豈不畏威而自戢，何患難制哉。既不能然，則淪胥以溺而死而已。」

## 家庭
- 父：陳藝宗
- 母：興慶太后
- 妻子：鄧夫人，化州大知州鄧悉将女儿充入簡定帝後宫。簡定帝封鄧悉為國公。